# Campionati italiani di triathlon cross country del 2018
I Campionati italiani di triathlon cross country del 2018 (XIV edizione) sono stati organizzati dalla Federazione Italiana Triathlon e si sono tenuti a Santa Teresa di Gallura in Sardegna, in data 20 maggio 2018.
Tra gli uomini ha vinto Filippo Rinaldi ( CUS Parma), mentre la gara femminile è andata per la seconda volta consecutiva a Eleonora Peroncini ( CUS Parma).

## Risultati

### Élite uomini
| Pos. | Atleta                       | Società sportiva       | Nuoto    | Bici     | Corsa    | Totale   |
| ---- | ---------------------------- | ---------------------- | -------- | -------- | -------- | -------- |
|      | Filippo Rinaldi              | CUS Parma              | 00:15:40 | 00:57:30 | 00:25:29 | 01:38:39 |
|      | Emanuele Aru                 | Villacidro Triathlon   | 00:15:22 | 00:58:23 | 00:26:40 | 01:40:25 |
|      | Filippo Pradella             | Silca Ultralite        | 00:15:26 | 01:00:20 | 00:25:54 | 01:41:40 |
| 4    | Francesco Floriano Nicolardi | Raschiani Tri Pavese   | 00:15:10 | 01:01:17 | 00:25:42 | 01:42:09 |
| 5    | Matteo Bozzato               | Granbike Triathlon     | 00:15:07 | 01:00:40 | 00:27:17 | 01:43:04 |
| 6    | Fausto Fognini               | Pool Cantù 1999        | 00:18:16 | 00:57:21 | 00:28:03 | 01:43:40 |
| 7    | Filippo Galli                | Pool Cantù 1999        | 00:17:36 | 01:00:23 | 00:25:59 | 01:43:58 |
| 8    | Tommaso Gatti                | Pool Cantù 1999        | 00:17:29 | 01:02:35 | 00:27:46 | 01:47:50 |
| 9    | Cristiano Allio              | Granbike Triathlon     | 00:18:07 | 01:05:09 | 00:24:39 | 01:47:55 |
| 10   | Carlo Gattavecchia           | Pool Cantù 1999        | 00:17:22 | 01:02:40 | 00:28:32 | 01:48:34 |
| 11   | Andrea Vellano               | Granbike Triathlon     | 00:18:19 | 01:03:22 | 00:27:51 | 01:49:32 |
| 12   | Daniele Fraoni               | Tri Nuoro              | 00:18:23 | 01:04:03 | 00:27:08 | 01:49:34 |
| 13   | Stefano Davite               | Sai Frecce Bianche     | 00:17:45 | 01:02:15 | 00:30:10 | 01:50:10 |
| 14   | Leonardo Ballerini           | Raschiani Tri Pavese   | 00:15:34 | 01:04:10 | 00:30:58 | 01:50:42 |
| 15   | Tancredi Pizzo               | Raschiani Tri Pavese   | 00:19:05 | 01:04:51 | 00:27:17 | 01:51:13 |
| 16   | Simone Cossu                 | Triathlon Team Sassari | 00:18:34 | 01:05:15 | 00:27:37 | 01:51:26 |
| 17   | Alessandro Bonalumi          | SSD Europa             | 00:18:24 | 01:04:22 | 00:28:51 | 01:51:37 |
| 18   | Stefano Tombolato            | Run Ran Run Triathlon  | 00:18:17 | 01:06:51 | 00:26:42 | 01:51:50 |
| 19   | Christian Nodari             | Granbike Triathlon     | 00:21:45 | 01:04:37 | 00:25:30 | 01:51:52 |
| 20   | Massimiliano Donati          | +Kuota                 | 00:15:44 | 01:20:52 | 00:34:37 | 02:12:49 |

### Élite donne
| Pos. | Atleta                         | Società sportiva        | Nuoto    | Bici     | Corsa    | Totale   |
| ---- | ------------------------------ | ----------------------- | -------- | -------- | -------- | -------- |
|      | Eleonora Peroncini             | CUS Parma               | 00:21:23 | 01:07:51 | 00:29:35 | 01:58:49 |
|      | Marta Menditto                 | Sai Frecce Bianche      | 00:22:11 | 01:10:56 | 00:28:49 | 02:01:56 |
|      | Sandra Mairhofer               | Granbike Triathlon      | 00:22:46 | 01:11:37 | 00:28:36 | 02:02:59 |
| 4    | Bianca Morvillo                | Granbike Triathlon      | 00:23:42 | 01:10:46 | 00:31:14 | 02:05:42 |
| 5    | Matilde Bolzan                 | Sai Frecce Bianche      | 00:24:34 | 01:11:48 | 00:31:03 | 02:07:25 |
| 6    | Elisa Nardi                    | Granbike Triathlon      | 00:30:25 | 01:22:08 | 00:35:58 | 02:28:31 |
| 7    | Maria Elena Mura               | Triathlon Team Sassari  | 00:25:12 | 01:34:33 | 00:32:37 | 02:32:22 |
| 8    | Maria Cleudes Dos Santos Nunes | Tri Nuoro               | 00:31:59 | 01:32:06 | 00:33:02 | 02:37:07 |
| 9    | Claudia Bordiga                | Triathlon Novara        | 00:27:58 | 01:38:38 | 00:36:21 | 02:42:57 |
| 10   | Ilaria Maria Marras            | Tri Nuoro               | 00:42:54 | 01:31:23 | 00:39:52 | 02:54:09 |
| 11   | Tiziana Salaris                | Olbia Nuoto             | 00:29:45 | 01:46:09 | 00:44:07 | 03:00:01 |
| 12   | Patrizia Mereu                 | Tri Nuoro               | 00:34:59 | 01:48:03 | 00:37:19 | 03:00:21 |
| 13   | Luisella Iabichella            | Road Runners            | 00:35:09 | 01:48:29 | 00:46:28 | 03:10:06 |
| 14   | Laura Tonelli                  | Atletica Pula Triathlon | 00:29:39 | 02:04:41 | 00:41:33 | 03:15:53 |
| 15   | Mariaelena Cogoni              | No Limits Sport         | 00:28:40 | 02:05:03 | 00:45:32 | 03:19:15 |